# Florentyna Golańska
Florentyna Golańska (z Szelągowskich, 2° v. Sosnowska, pseud. Alicja Stalska ;  ur. 1863, zm. 15 kwietnia 1905 w Łodzi) – polska aktorka teatralna i śpiewaczka operetkowa.

## Kariera teatralna
Debiutowała w zespole Anastazego Trapszy w sez. 1875-1876. Występowała w tym zespole także w sezonie 1878/1879. Była ponadto związana z zespołami teatrów prowincjonalnych: Bolesława Kremskiego i Hipolita Wójcickiego (1880), Aleksandra Myszkowskiego i  Artura Józefa Nowakowskiego (sez. 1882/1883), Juliana Grabińskiego (1884-1885, sez. 1887/1888), Henryka Swaryczewskiego i Kazimierza Sarnowskiego (1887-1888), Feliksa Ratajewicza (1895, 1897), Eugeniusza Majdrowicza (1897) i Karola Brzozowskiego (1899), a także w warszawskich teatrach ogródkowych "Antokol", "Arkadia", "Belle Vue" i "Wodewil". Była zaangażowana w teatrze poznańskim (sez. 1889/1890 oraz lata 1893-1895) oraz w teatrze łódzkim (sez. 1891/1892). Wystąpiła m.in. w rolach: Klary (Zemsta), Sylwanii (Andrea), Jadwigi (Stara elegantka) i Orestesa (Piękna Helena).

## Życie prywatne.
Była siostrą aktora i reżysera teatralnego Juliana Szelągowskiego. Jej pierwszym mężem był kapelmistrz zespołu Juliana Grabińskiego - Józef Sylwester Golański, a drugim aktor i reżyser Józef Konstanty Sosnowski.